# Драј Пронг (Луизијана)
Драј Пронг (енгл. Dry Prong) град је у америчкој савезној држави Луизијана.

## Демографија
По попису из 2010. године број становника је 436, што је 15 (3,6%) становника више него 2000. године.
| Група             | 2000.       | 2010.       |
| Белци             | 399 (94,8%) | 423 (97,0%) |
| Афроамериканци    | 4 (1,0%)    | 0 (0,0%)    |
| Азијати           | 0 (0,0%)    | 0 (0,0%)    |
| Хиспаноамериканци | 11 (2,6%)   | 5 (1,1%)    |
| Укупно            | 421         | 436         |